# Sten Moe
Sten Moe (Fredrikstad, 20 marzo 1906 – 27 maggio 1975) è stato un calciatore norvegese, di ruolo attaccante.

## Carriera

### Giocatore

#### Club
Moe vestì la maglia del Fredrikstad dal 1927 al 1933 e dal 1935 al 1939. Vinse quattro edizioni della Norgesmesterskapet, per questa squadra: 1932, 1935, 1936 e 1938. Nel 1933, lasciò il club in segno di protesta per l'allontanamento del fratello minore, Sverre. Per tutto il 1934, quindi, non giocò per il Fredrikstad: vi fece ritorno nel 1935 e vi restò fino al 1939.

#### Nazionale
Moe conta 6 presenze e 4 reti per la Norvegia. La prima di queste fu datata 23 settembre 1928, nella sconfitta per 0-2 contro la Germania. La prima rete arrivò il 21 giugno 1931, ancora contro la Germania: stavolta la sfida terminò con il punteggio di 2-2.

### Allenatore
Nel 1947, fu allenatore del Moss.

## Palmarès

### Club

#### Competizioni nazionali
- Coppa di Norvegia: 4

Fredrikstad: 1932, 1935, 1936, 1938